# Динамический супрематизм № 38
«Динами́ческий супремати́зм № 38» — супрематическая картина Казимира Малевича 1915—1916 годов.

## История
«Динамический супрематизм № 38» написан Казимиром Малевичем в 1915—1916 годах. Картина была куплена у Малевича Музеем живописной культуры и после расформирования музея была передана в Третьяковскую галерею в 1929 или 1930 году. Несколько десятилетий полотно Малевича, ввиду запрета в СССР на русский авангард, экспонировалось крайне редко до начала 1930-х годов на временных внутренних экспозициях Третьяковской галереи и находилось в запасниках музея.
В 1972 году американский предприниматель Арманд Хаммер, добиваясь встречи с Леонидом Брежневым, договорился с министром культуры СССР Екатериной Фурцевой о том, что передаст в дар советскому народу полотно Франсиско Гойи «Портрет актрисы Антонии Сарате». В СССР не было ни одной картины Гойи, и это событие должно было привлечь внимание Брежнева. На встречу с Фурцевой Хаммер взял также кейс, в котором было 100 000 долларов США. Предположительно, эти деньги Арманд Хаммер передал Фурцевой для её большей заинтересованности (когда Хаммер улетал из СССР, кейса с деньгами у него уже не было).
Картина Гойи, полученная в дар от Хаммера и переданная Эрмитажу, не привлекла внимания Брежнева, но привлекла внимание Комитета государственной безопасности СССР. Если эксперты Министерства культуры СССР признали только, что «полотно серьёзно подпорчено позднейшими реставрациями», то неназванные специалисты КГБ, согласно журналистскому расследованию издательского дома «Коммерсантъ», сочли портрет фальшивкой. Версия подделки игнорируется искусствоведами, но продолжает циркулировать в околомузейной среде. Так, Дмитрий Бавильский в своей повести «Невозможность путешествий» (2013) пишет: «…Женский портрет кисти Гойи оказался подделкой (или, скажем мягче, работой школы или круга)».
Фурцева, которая не смогла свести Хаммера с Брежневым, решила преподнести американскому предпринимателю ответный дар от советского народа. По приказу Министерства культуры СССР № 4/с от 8 декабря 1972 года картина Малевича «Динамический супрематизм № 38» по акту выдачи была извлечена из запасников и передана Третьяковской галереей министерству, а затем вручена Фурцевой Хаммеру. Сам Хаммер утверждал, что картина Малевича стоила 1 миллион долларов США, но, по свидетельствам западных СМИ, он продал её за 750 000. В 1978 году «Динамический супрематизм № 38» поступил в коллекцию Музея Людвига в Кёльне.